# Maximum Fighting Championship
Maximum Fighting Championship（マキシマム・ファイティング・チャンピオンシップ）は、カナダの総合格闘技団体。2001年3月3日にマーク・パヴェリックによって設立され、2014年10月3日に開催した「MFC 41」をもって活動を停止した。NJSACB制定のユニファイドルールに準拠し、試合場にリングを使用していた。略称は、MFC。